# جوناثان هانسن
جوناثان هانسن (بالإسبانية: Jonathan Hansen)‏ (10 سبتمبر 1988 في الأرجنتين - ) هو لاعب كرة قدم أرجنتيني في مركز الهجوم. لعب مع روزاريو سنترال.

## وصلات خارجية
- جوناثان هانسن على موقع قاعدة بيانات كرة القدم.إي يو (الإنجليزية)
- جوناثان هانسن على موقع Soccerway.com (الإنجليزية)
- جوناثان هانسن على موقع عالم كرة القدم.نت (الإنجليزية)